# 브론즈 (작곡가)
브론즈(영어: Bronze, 1985년 3월 22일 ~ )는 대한민국의 작곡가, 음악 프로듀서이다. 본명은 김휘동이며, Kimy Fiesta라는 이름으로 2009년 첫 앨범을 발매하여 공식적인 음악활동을 시작하였다. 한남대학교 미술대학 디자인과를 졸업하였으며, 이름 변경 후 힙합, 레트로, 메인스트림 가요 등 각 분야의 작업을 하고있다.

## 앨범
키미 피에스타 시절 본인 작업물
- 2009년 6월 17일: Overture [EP]
- 2010년 4월 27일: Overpass [정규1집]
- 2010년 9월 3일: 빨간색 편지 [Single]
- 2011년 11월 8일: Cappuccino Luv [Single]
- 2011년 11월 24일: Overcome [정규2집]
- 2012년 5월 30일: Beat Make Burger Instrumentalz Vol.1 [비트테잎 EP]
- 2013년 6월 20일: All I Got Is Gone [무료공개 Single]

키미 피에스타 시절 프로듀싱

- 2010년 4월 16일: StreetDigger - Life [믹싱 및 편곡]
- 2011년 7월 19일: Major Key X Amotai - Seoul [프로듀싱]
- 2011년 8월 4일: Crucial Star - Last Trip [프로듀싱]
- 2011년 8월 4일: Crucial Star - 그릇 [프로듀싱]
- 2011년 8월 4일: Crucial Star - Pain 09 [프로듀싱]
- 2011년 12월 28일 (+ 2012년 11월 27일 Fall 앨범): Crucial Star - Nothing Lasts Forever [프로듀싱]
- 2012년 1월 20일: 레오 - 사춘기, 두 번째 이야기 [프로듀싱]
- 2012년 12월 14일: Camo - Whine [프로듀싱]

브론즈로 변경 후 본인 작업물
- 2019년 7월 8일: East Shore [정규]

브론즈로 변경 후 프로듀싱
- 2014년 7월 17일: 스윙스 - 전화번호 (Feat. Verbal Jint, 40) [프로듀싱]
- 2014년 7월 21일: 씨스타 - OK GO! [프로듀싱]
- 2014년 10월 16일: 크루셜스타 - 꿈을 파는 가게 (Feat. Bob James, Mayson The Soul) [프로듀싱]
- 2014년 10월 16일: 크루셜스타 - Limousine Dream [프로듀싱]
- 2014년 11월 20일: 기린 - 천사들의 합창 [프로듀싱]
- 2015년 8월 12일 : 기린 - Intro, SUMMER HOLiDAY ('97 in Love) [프로듀싱]
- 2015년 12월 16일 : 기린 X ZEN-LA-ROCK - PURPLE JACK CITY (Bronze REMIXXX) [리믹스]
- 2015년 12월 30일 : 8BallTown - 8BallTown (You Are Not Alone) Bronze Remix (Feat. 나잠수, Bronze) [리믹스, 랩 피처링]
- 2016년 3월 30일 : 크루셜스타 - My Porsche [프로듀싱]
- 2016년 8월 10일 : 박재범 X 기린 - CITY BREEZE [프로듀싱]
- 2016년 10월 26일 : 미료 X 자이언트 핑크 - 가위 바위 보 [프로듀싱]
- 2016년 12월 : Acemax Red - Maxy [프로듀싱]
- 2017년 1월 4일 : 우주소녀 - 최애 [프로듀싱]
- 2017년 8월 9일 : 보이프렌드 - 비공개 사과 [프로듀싱]
- 2017년 12월 21일 : 식케이 - 내일 모레 Remix [리믹스]
- 2018년 3월 13일 : pH-1 - Game Night Remix [리믹스]
- 2018년 4월 24일 : 던밀스 - Living in the Dream [프로듀싱]
- 2018년 5월 17일 : Jason Lee - Sax In The City (Feat. Hoody) [프로듀싱]
- 2018년 5월 17일 : Jason Lee - Starlight [프로듀싱]
- 2018년 5월 29일 : LAZMOD - 기억의 초점 (Bronze Remix) (Feat. 기린) [편곡/리믹스]
- 2018년 10월 18일: 기린 - DJ Light, DJ Wegun (Feat. Zen-La-Rock) [프로듀싱]
- 2018년 12월 10일: 기린 & 수민 - 무슨 생각해 [프로듀싱]
- 2019년 1월 9일: 염따 - 더 높이 [프로듀싱]
- 2019년 1월 25일: FNCY - 今夜はmedicine (Kon'ya wa Medicine)
- 2019년 2월 13일 : 식케이 - xanax [프로듀싱]
- 2019년 5월 13일 : 재규어 중사 - 1:1 (Feat. The Quiett) [프로듀싱]
- 2019년 5월 13일 : 재규어 중사 - Shih Zhu [프로듀싱]
- 2019년 5월 13일 : 재규어 중사 - 안 외로워 [프로듀싱]
- 2019년 5월 13일 : 재규어 중사 - 종말로 [프로듀싱]
- 2019년 5월 13일 : 재규어 중사 - Alcohol & Telephone (Bonus Track) [프로듀싱]
- 2019년 8월 4일 : 박재범 X 기린 - One Nation (Feat. Plastic Kid) [프로듀싱]
- 2019년 8월 4일 : 박재범 X 기린 - Do What I Like (Feat. Chloe DeVita) [프로듀싱]
- 2019년 11월 1일 : 8BallTown - LUFT (Plastic Kid, Bronze) [프로듀싱]
- 2019년 11월 1일 : 8BallTown - 떠나면서 (기린) [프로듀싱]
- 2019년 12월 6일 : sokodomo - BIKE (따릉이) feat..KIRIN [프로듀싱]
- 2020년 6월 27일 : KIRIN(기린) Hoody - 오래 오래 (ORE ORE)
- 2020년 6월 27일 : Sik-K(식케이) - HEADLINER STA8BARS (Big Celebration)
- 2020년 7월 3일 : 아키버드 - 언제부터였을까 (Bronze ver.)
- 2020년 7월 7일 : DONGKIZ I:KAN - Y.O.U
- 2020년 7월 17일 : Jason Lee (제이슨 리) - GO HIGH (Feat. pH-1)
- 2020년 8월 6일 : 김범수 X  KIRIN(기린) - 줄리아나 (Juliana)
- 2020년 8월 22일 : 박재범 - 모든 것을 너에게 (Feat. KIRIN(기린)) [편곡/리믹스]
- 2020년 9월 2일 : 식케이, pH-1, Woodie Gochild, TRADE L, 박재범 - Team
- 2020년 9월 16일 : pH-1, 박재범, AUDREY NUNA - Last Song
- 2020년 9월 16일 : 박재범, Golden, pH-1 - Afternoon
- 2020년 9월 16일 : 식케이, Golden, pH-1, 박재범 - Gotta Go
- 2020년 9월 16일 : pH-1, Golden, 박재범, 식케이 - Toast
- 2020년 9월 25일 : KIRIN(기린) - 안돼
- 2020년 10월 4일 : 나몰라패밀리 - Dance For You
- 2020년 10월 23일 : KIRIN(기린) - The Town
- 2020년 10월 23일 : KIRIN(기린) - I Belong To You (feat. Jinbo the SuperFreak)
- 2020년 10월 23일 : KIRIN(기린) - Town Now (feat. Mogwaa)
- 2020년 10월 23일 : KIRIN(기린) - 미안해 (feat. DeVita)
- 2020년 10월 23일 : KIRIN(기린) - Step To You
- 2020년 10월 23일 : KIRIN(기린) - Puff Daehee Intro : The Message
- 2020년 11월 20일 : 해쉬스완 - I had a dream (Feat. 미노이)
- 2020년 11월 27일 : PUFF DAEHEE (퍼프대희) - Change Up (Feat. Rekstizzy, Sojuboi)
- 2020년 11월 27일 : PUFF DAEHEE (퍼프대희) - 비밀파티
- 2020년 11월 27일 : PUFF DAEHEE (퍼프대희) - 오늘밤엔 "P" MIX (Feat. Los)
- 2020년 11월 27일 : PUFF DAEHEE (퍼프대희) - PUFF PUFF PUFF PUF
- 2020년 11월 27일 : PUFF DAEHEE (퍼프대희) - Can’t Hide
- 2020년 11월 27일 : PUFF DAEHEE (퍼프대희) - I Am What I Am (Feat. MABOOS, J-Kwondo)
- 2020년 11월 27일 : PUFF DAEHEE (퍼프대희) - Mafia's Anthem (Feat. The Quiett)
- 2020년 12월 17일 : 뱃사공 - RHYME ON MY MIND (Feat. 박재범, 제이통)
- 2020년 12월 29일 : 뱃사공 - HAVE A NICE DAY (Feat. 후디, 김아일)
- 2020년 12월 23일 : meenoi (미노이) - 기억해줘요 (Feat. SFC.JGR)
- 2020년 12월 29일 : 정다빈 - 나의 외로움이 널 부를 때
- 2021년 1월 14일 : 기린 - 이젠